# Xã Vienna, Quận Montmorency, Michigan
Xã Vienna (tiếng Anh: Vienna Township) là một xã thuộc quận Montmorency, tiểu bang Michigan, Hoa Kỳ. Năm 2010, dân số của xã này là 587 người.